# ハドルボウル
ハドルボウル（英表記：THE HUDDLE BOWL）／ニューエラ ハドルボウル（英表記：NEW ERA HUDDLE BOWL）は、公益財団法人 日本フラッグフットボール協会とTHE HUDDLE BOWL実行委員会が主催するフラッグフットボール大会である。35歳以上の全国の大学アメリカンフットボール部OBが集い、例年、1月下旬に関東、7月中旬に関西で開催される。

## 大会の目的
登録費や参加費などの収益金を、子どもたちへ寄付することを目的としている。

### 寄付先
メイク・ア・ウィッシュ オブ ジャパン
「メイク・ア・ウィッシュ」とは英語で「ねがいごとをする」という意味のボランティア団体である。3歳から18歳未満の難病と闘っている子どもたちの夢をかなえ、生きるちからや病気と闘う勇気を持ってもらいたいと願って設立された。
寄付実績
過去最高となる総額10,647,458円（2019年決算時）。2013-18年の6年で約1000人の子どもたちの夢を叶えた（メイク・ア・ウィッシュ全体実績の約1割）

日本フラッグフットボール協会
公益財団法人日本フラッグフットボール協会は2008年10月1日、フラッグフットボールの普及発展を通じて日本社会の幸福な未来つくりに関わっていきたいとして、教育、経済、政治、メディア、スポーツなど多方面の方々の力を集結し、設立された。

## 大会規定・ルール等

### カテゴリー
レギュラーカテゴリー
該当大会の翌年4月1日時点で、35歳以上の選手から出場できる。（2020年の大会であれば、2021年4月1日時点の年齢）
ただし、女性は年齢制限を設けていない。
シニアリーグ
該当大会の翌年4月1日時点で、45歳以上の選手から出場できる。ただし、女性は年齢制限を設けていない。
一般カテゴリー
高校生以上の年齢で登録・出場が可能。X リーグ OB チーム、クラブチーム（F リーグ加盟チーム・NFL FLAG 出場チーム）、高校 OB チーム、別々の学校の同期チーム等。大学 OB チームとの重複登録可能

## 過去の大会結果
|                 | レギュラー   | レギュラー     | シニア       | シニア       | 一般                     | 一般                 |
| --------------- | ------------ | -------------- | ------------ | ------------ | ------------------------ | -------------------- |
|                 | 優勝         | 準決勝         | 優勝         | 準優勝       | 優勝                     | 準優勝               |
| 第1回           | 法政大学     | 神戸大学       | 関西学院大学 | NICHIDAI     | ―                        | ―                    |
| 第2回           | 慶應義塾大学 | 神戸大学       | 大阪体育大学 | 法政大学     | ―                        | ―                    |
| 第3回           | 法政大学     | 慶應義塾大学   | 日本体育大学 | 法政大学     | スーカリ                 | 慶應義塾大学         |
| 第4回           | 関西学院大学 | 日本体育大学   | 慶應義塾大学 | 関西学院大学 | Team METS                | Old Black Resistance |
| 第5回           | 法政大学     | 関西学院大学   | 神戸大学     | 法政大学     | 慶應義塾大学             | シルバーゴーズ       |
| 第6回           | 東京大学     | 立教大学       | 法政大学     | 神戸大学     | イーストシニアレイバンズ | 東京大学             |
| 第7回           | 関西学院大学 | 東京大学       | 神戸大学     | 慶應義塾大学 | 慶應義塾GU               | TOKYO SUPERB RAVENS  |
| 第8回（2020年） | 関西学院大学 | 北海道東北連合 | 関西学院大学 | 中央大学     | 東京レイダース           | Gators0603           |

|       | レギュラー   | レギュラー   | シニア       | シニア       | 一般               | 一般               |
| ----- | ------------ | ------------ | ------------ | ------------ | ------------------ | ------------------ |
|       | 優勝         | 準優勝       | 優勝         | 準優勝       | 優勝               | 準優勝             |
| 第1回 | 神戸大学     | 大阪大学     | 京都産業大学 | 関西学院大学 | ―                  | ―                  |
| 第2回 | 神戸大学     | 大阪体育大学 | 大阪体育大学 | 関西学院大学 | ―                  | ―                  |
| 第3回 | 神戸大学     | 関西大学     | 関西学院大学 | 大阪体育大学 | ―                  | ―                  |
| 第4回 | 同志社大学   | 関西学院大学 | 大阪体育大学 | 関西学院大学 | 扇町チョコボールズ |                    |
| 第5回 | 同志社大学   | 神戸大学     | 関西学院大学 | 明治大学     | インパルスOB       | Desse Jenny        |
| 第6回 | 同志社大学   | 関西大学     | 関西学院大学 | 明治大学     | 井川みかん園       | 47ers              |
| 第7回 | 慶應義塾大学 | 関西学院大学 | 神戸大学     | 明治大学     | 47ers              | インパルスOBプラス |